# ای آینه ای آینه (فیلم)
اِی آینه اِی آینه (انگلیسی: Mirror Mirror) فیلمی در ژانر کمدی رمانتیک و فانتزی به کارگردانی تارسم سینگ است که در سال ۲۰۱۲ منتشر شد.

## بازیگران
- لیلی کالینز در نقش سفید برفی
- جولیا رابرتس در نقش ملکه بدجنس
- آرمی هامر
- ناتان لین در نقش شکارچی
- شان بین
- مر وینینگام
- مایکل لانر
- دنی وودبرن